# Kapers Cabin Crew Union

Logo

Die kapers Cabin Crew Union ist die grösste Gewerkschaft des Kabinenpersonals in der Schweiz und vertritt die Anliegen der Kabinenbesatzungsmitglieder von schweizerischen Luftfahrtunternehmen. Die kapers ist Mitglied des Schweizerischen Gewerkschaftsbundes (SGB) der Europäischen Transportarbeiter-Föderation und der Internationalen Transportarbeiter-Föderation.

## Organisation
Die kapers ist ein Verein im Sinne von Art. 60 ff. des schweizerischen Zivilgesetzbuches. Mitglied der kapers kann sein, wer in einem Anstellungsverhältnis als Kabinenbesatzungsmitglied steht. Die Generalversammlung ist das oberste Organ der kapers und in Form von Abstimmungen zuständig für die wichtigsten Geschäfte (Abnahme des Jahresberichtes und der Jahresrechnung, Wahl der Vorstandsmitglieder, Wahl der Präsidentin bzw. des Präsidenten, Wahl der Kontrollstelle, Festsetzung der Höhe der Jahresbeiträge, Statutenänderungen, Abschluss, Änderung und Kündigung von Gesamtarbeitsverträgen, Beitritt zu und den Austritt aus anderen Vereinigungen oder Berufs- und Arbeitsorganisationen, Auflösung der Vereinigung). Der Vorstand der kapers besteht aus sieben Mitgliedern und wird für eine Amtsperiode von jeweils vier Jahren gewählt. Er führt die Geschäfte der kapers und vertritt sie gegenüber der einzigen Sozialpartnerin.

## Zweck
Die kapers als Gewerkschaft des Kabinenpersonals bezweckt die Vertretung, Förderung und Wahrung der gemeinsamen Interessen aller Mitglieder und gegebenenfalls deren Unterstützung. Daneben hat sie die Förderung des schweizerischen Luftverkehrs im Allgemeinen sowie die Zusammenarbeit mit gleichartigen in- und ausländischen Berufsverbänden und Arbeitsorganisationen zum Ziel.

## Entstehung
Die kapers ging 1971 aus dem Zusammenschluss der damals noch nach Geschlecht getrennten Verbände der Swissair Hostessen (VDSH) und der Swissair Stewards (VDSS) hervor. Erstes grosses Ziel der kapers war damals, die Gleichstellung von Mann und Frau durchzusetzen. Die Rolle der kapers beschränkte sich in den Folgejahren im Wesentlichen darauf, mit der Swissair  die Arbeitsbedingungen des Kabinenpersonals auszuhandeln. Nachdem die damalige Swissair sich in einen Konzern umwandelte (SAirGroup) und diverse andere schweizerische Luftverkehrsunternehmen einverleibte (Balair/CTA, Crossair), weitete sich das Aufgabengebiet der kapers aus. Nebst der Vertretung der Anliegen der Balair-Flight Attendants schlossen sich im Juli 1999 die kapers und die Crossair Flight Attendant Association (CFAA) zusammen. Damit wurde erreicht, dass die kapers die Belange sämtlicher Kabinenbesatzungsmitglieder der in der SAirGroup zusammengeschlossenen Airlines vertreten konnte.
Nach dem Zusammenbruch der SAirGroup und der Swissair im Herbst 2001 sorgte die kapers dafür, dass ein wesentlicher Teil des Kabinenpersonals der Swissair bei der im März 2002 gegründeten Swiss weiter beschäftigt wurde.